# Sandvikens församling
Sandvikens församling är en församling i Gästriklands kontrakt i Uppsala stift. Församlingen ingår i Sandvikens pastorat pastorat och ligger i Sandvikens kommun i Gävleborgs län.

## Administrativ historik
Församlingen bildades 1622 som Högbo församling genom en utbrytning ur Ovansjö församling. Namnbyte till det nuvarande skedde 1936.
Från 1622 till 1869 var församlingen annexförsamling (kapellförsamling till 1864) i pastoratet Ovansjö och Högbo som 1862 utökades med Järbo församling. Församlingen utgjorde från 1869 till 2014 ett eget pastorat Från 2014 moderförsamling i pastoratet Sandviken och Årsunda-Österfärnebo församling.

## Organister
| Ämbetstid | Namn        | Levnadstid | Övrigt    |
| --------- | ----------- | ---------- | --------- |
| 1958–1964 | John Lassbo | 1919–1999  | Organist. |

## Kyrkor
- Sandvikens kyrka - byggd 1931 då gamla kyrkan var för liten.
- Högbo kyrka - byggd 1777.
- Seljansborgs kyrka och församlingshem - byggt 1959.
- Björksätra kyrka och församlingsgård - byggd 1975.

Gravkapell:
- Fridens kapell - byggt 1928. Arkitekt var Israel Wahlman.
- Ljusets kapell - byggt 1928. Arkitekt var Israel Wahlman.

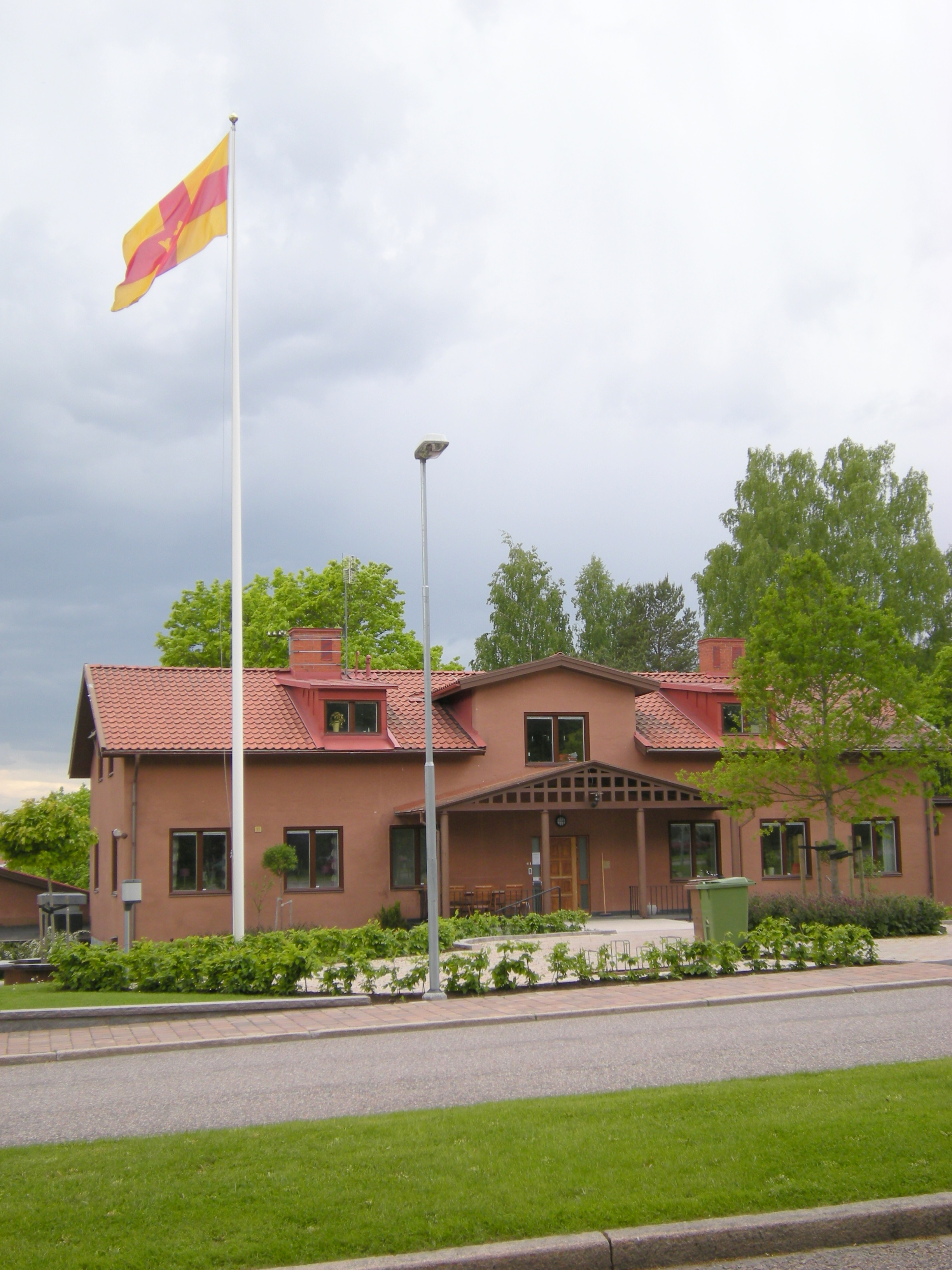
Pastorsexpeditionen i Sandviken